# Remo nos Jogos Olímpicos de Verão de 1996
O remo nos Jogos Olímpicos de Verão de 1996 foi realizado em Atlanta, nos Estados Unidos, com 14 eventos disputados. 

## Eventos do remo
Masculino: Skiff simples | Skiff duplo | Skiff duplo leve | Skiff quádruplo | Dois sem | Quatro sem | Quatro sem leve | Oito com 

Feminino: Skiff simples | Skiff duplo | Skiff duplo leve | Skiff quádruplo | Dois sem | Oito com

## Masculino

### Skiff simples masculino
| Pos. | País           | Atletas      | Tempo   |
| ---- | -------------- | ------------ | ------- |
|      | Suíça (SUI)    | Xeno Müller  | 6m44s85 |
|      | Canadá (CAN)   | Derek Porter | 6m47s45 |
|      | Alemanha (GER) | Thomas Lange | 6m47s72 |

### Skiff duplo masculino
| Pos. | País          | Atletas                             | Tempo   |
| ---- | ------------- | ----------------------------------- | ------- |
|      | Itália (ITA)  | Agostino Abbagnale Davide Tizzano   | 6m16s98 |
|      | Noruega (NOR) | Steffen Skår Størseth Kjetil Undset | 6m18s42 |
|      | França (FRA)  | Frederic Kowal Samuel Barathay      | 6m19s85 |

### Skiff duplo leve masculino
| Pos. | País                | Atletas                                 | Tempo   |
| ---- | ------------------- | --------------------------------------- | ------- |
|      | Suíça (SUI)         | Michael Gier Markus Gier                | 6m23s47 |
|      | Países Baixos (NED) | Maarten van der Linden Pepijn Aardewijn | 6m26s48 |
|      | Austrália (AUS)     | Bruce Hick Anthony Edwards              | 6m26s69 |

### Skiff quádruplo masculino
| Pos. | País                 | Atletas                                                  | Tempo   |
| ---- | -------------------- | -------------------------------------------------------- | ------- |
|      | Alemanha (GER)       | Andreas Hajek Stephan Volkert Andre Steiner Andre Willms | 5m56s93 |
|      | Estados Unidos (USA) | Tim Young Eric Mueller Brian Jamieson Jason Gailes       | 5m59s10 |
|      | Austrália (AUS)      | Janusz Hooker Boden Hanson Duncan Free Ronald Snook      | 6m01s65 |

### Dois sem masculino
| Pos. | País               | Atletas                                 | Tempo   |
| ---- | ------------------ | --------------------------------------- | ------- |
|      | Grã-Bretanha (GBR) | Matthew Pinsent Steve Redgrave          | 6m20s09 |
|      | Austrália (AUS)    | David Weightman Robert Scott            | 6m21s02 |
|      | França (FRA)       | Michel Andrieux Jean-Christophe Rolland | 6m22s15 |

### Quatro sem masculino
| Pos. | País               | Atletas                                                      | Tempo   |
| ---- | ------------------ | ------------------------------------------------------------ | ------- |
|      | Austrália (AUS)    | Drew Ginn Nick Green Mike McKay James Tomkins                | 6m06s37 |
|      | França (FRA)       | Bertrand Vecten Olivier Moncelet Daniel Fauche Giles Bosquet | 6m07s03 |
|      | Grã-Bretanha (GBR) | Gregory Searle Jonathan Searle Rupert Obholzer Tim Foster    | 6m07s28 |

### Quatro sem leve masculino
| Pos. | País                 | Atletas                                                        | Tempo   |
| ---- | -------------------- | -------------------------------------------------------------- | ------- |
|      | Dinamarca (DEN)      | Victor Feddersen Niels Henriksen Thomas Poulsen Eskild Ebbesen | 6m09s58 |
|      | Canadá (CAN)         | Brian Peaker Jeffrey Lay Dave Boyes Gavin Hassett              | 6m10s13 |
|      | Estados Unidos (USA) | Marc Schneider Jeff Pfaendtner David Collins William Carlucci  | 6m12s29 |

### Oito com masculino
| Pos. | País                | Atletas | Tempo   |
| ---- | ------------------- | --- | ------- |
|      | Países Baixos (NED) | Koos Maasdijk Ronald Florijn Jeroen Duyster Michiel Bartman Henk-Jan Zwolle Niels van der Zwan Niels van Steenis Diederik Simon Nico Rienks                   | 5m42s74 |
|      | Alemanha (GER)      | Mark Kleinschmidt Detlef Kirchhoff Wolfram Huhn Roland Baar Marc Weber Ulrich Viefers Peter Thiede Thorsten Streppelhoff Frank Richter                        | 5m44s58 |
|      | Rússia (RUS)        | Pavel Melnikov Andrei Glukhov Anton Chermashentsev Aleksandr Lukyanov Nikolai Aksyonov Dmitri Rozinkevich Sergei Matveyev Roman Monchenko Vladimir Volodenkov | 5m45s77 |

## Feminino

### Skiff simples feminino
| Pos. | País               | Atletas           | Tempo   |
| ---- | ------------------ | ----------------- | ------- |
|      | Bielorrússia (BLR) | Ekaterina Karsten | 7m32s21 |
|      | Canadá (CAN)       | Silken Laumann    | 7m35s15 |
|      | Dinamarca (DEN)    | Trine Hansen      | 7m37s20 |

### Skiff duplo feminino
| Pos. | País                | Atletas                       | Tempo   |
| ---- | ------------------- | ----------------------------- | ------- |
|      | Canadá (CAN)        | Kathleen Heddle Marnie McBean | 6m56s84 |
|      | China (CHN)         | Zhang Xiuyun Cao Mianying     | 6m58s35 |
|      | Países Baixos (NED) | Irene Eijs Eeke van Nes       | 6m58s72 |

### Skiff duplo leve feminino
| Pos. | País                 | Atletas                              | Tempo   |
| ---- | -------------------- | ------------------------------------ | ------- |
|      | Romênia (ROM)        | Camelia Macoviciuc Constanţa Burcica | 7m12s78 |
|      | Estados Unidos (USA) | Teresa Bell Lindsay Burns            | 7m14s65 |
|      | Austrália (AUS)      | Virginia Lee Rebecca Joyce           | 7m16s56 |

### Skiff quádruplo feminino
| Pos. | País           | Atletas                                                                | Tempo   |
| ---- | -------------- | ---------------------------------------------------------------------- | ------- |
|      | Alemanha (GER) | Katrin Rutschow-Stomporowski Jana Sorgers Kerstin Köppen Kathrin Boron | 6m27s44 |
|      | Ucrânia (UKR)  | Svetlana Maziy Diana Miftakhutdinova Inna Frolova Olena Ronzhina       | 6m30s36 |
|      | Canadá (CAN)   | Laryssa Biesenthal Diane O'Grady Kathleen Heddle Marnie McBean         | 6m30s38 |

### Dois sem feminino
| Pos. | País                 | Atletas                       | Tempo   |
| ---- | -------------------- | ----------------------------- | ------- |
|      | Austrália (AUS)      | Megan Still Kate Slatter      | 7m01s39 |
|      | Estados Unidos (USA) | Missy Schwen Karen Kraft      | 7m01s78 |
|      | França (FRA)         | Christine Gosse Helene Cortin | 7m03s82 |

### Oito com feminino
| Pos. | País               | Atletas | Tempo   |
| ---- | ------------------ | --- | ------- |
|      | Romênia (ROM)      | Liliana Gafencu Veronica Cochelea Elena Georgescu Anca Tănase Doina Spircu Mărioara Popescu Ioana Olteanu Elisabeta Lipă Doina Ignat                       | 6m19s73 |
|      | Canadá (CAN)       | Anna van der Kamp Tosha Tsang Lesley Thompson Emma Robinson Jessica Monroe Heather McDermid Maria Maunder Theresa Luke Alison Korn                         | 6m24s05 |
|      | Bielorrússia (BLR) | Yelena Mikulich Marina Znak Natalya Volchek Natalia Stasyuk Tamara Davydenko Valentina Skrabatun Natalya Lavrinenko Yaroslava Pavlovich Aleksandra Pankina | 6m24s44 |

## Quadro de medalhas do remo
| Ordem | País               | Medalha de ouro | Medalha de prata | Medalha de bronze | Total |
| ----- | ------------------ | --------------- | ---------------- | ----------------- | ----- |
| 1     | AUS Austrália      | 2               | 1                | 2                 | 5     |
| 2     | GER Alemanha       | 2               | 1                | 1                 | 4     |
| 3     | ROM Romênia        | 2               | 0                | 0                 | 2     |
| 3     | SUI Suíça          | 2               | 0                | 0                 | 2     |
| 5     | CAN Canadá         | 1               | 4                | 1                 | 6     |
| 6     | NED Países Baixos  | 1               | 1                | 1                 | 3     |
| 7     | BLR Bielorrússia   | 1               | 0                | 1                 | 2     |
| 7     | DEN Dinamarca      | 1               | 0                | 1                 | 2     |
| 7     | GBR Grã-Bretanha   | 1               | 0                | 1                 | 2     |
| 10    | ITA Itália         | 1               | 0                | 0                 | 1     |
| 11    | USA Estados Unidos | 0               | 3                | 1                 | 4     |
| 12    | FRA França         | 0               | 1                | 3                 | 4     |
| 13    | CHN China          | 0               | 1                | 0                 | 1     |
| 13    | NOR Noruega        | 0               | 1                | 0                 | 1     |
| 13    | UKR Ucrânia        | 0               | 1                | 0                 | 1     |
| 16    | RUS Rússia         | 0               | 0                | 1                 | 1     |